# Rudolf Mękicki
Rudolf Mękicki (ur. 7 kwietnia 1887 we Lwowie, zm. 21 sierpnia  1942 tamże) – polski medalier, heraldyk, historyk sztuki i muzeolog, twórca ekslibrisów, redaktor naczelny kwartalnika Zapiski Numizmatyczne, wykładowca Politechniki Lwowskiej.

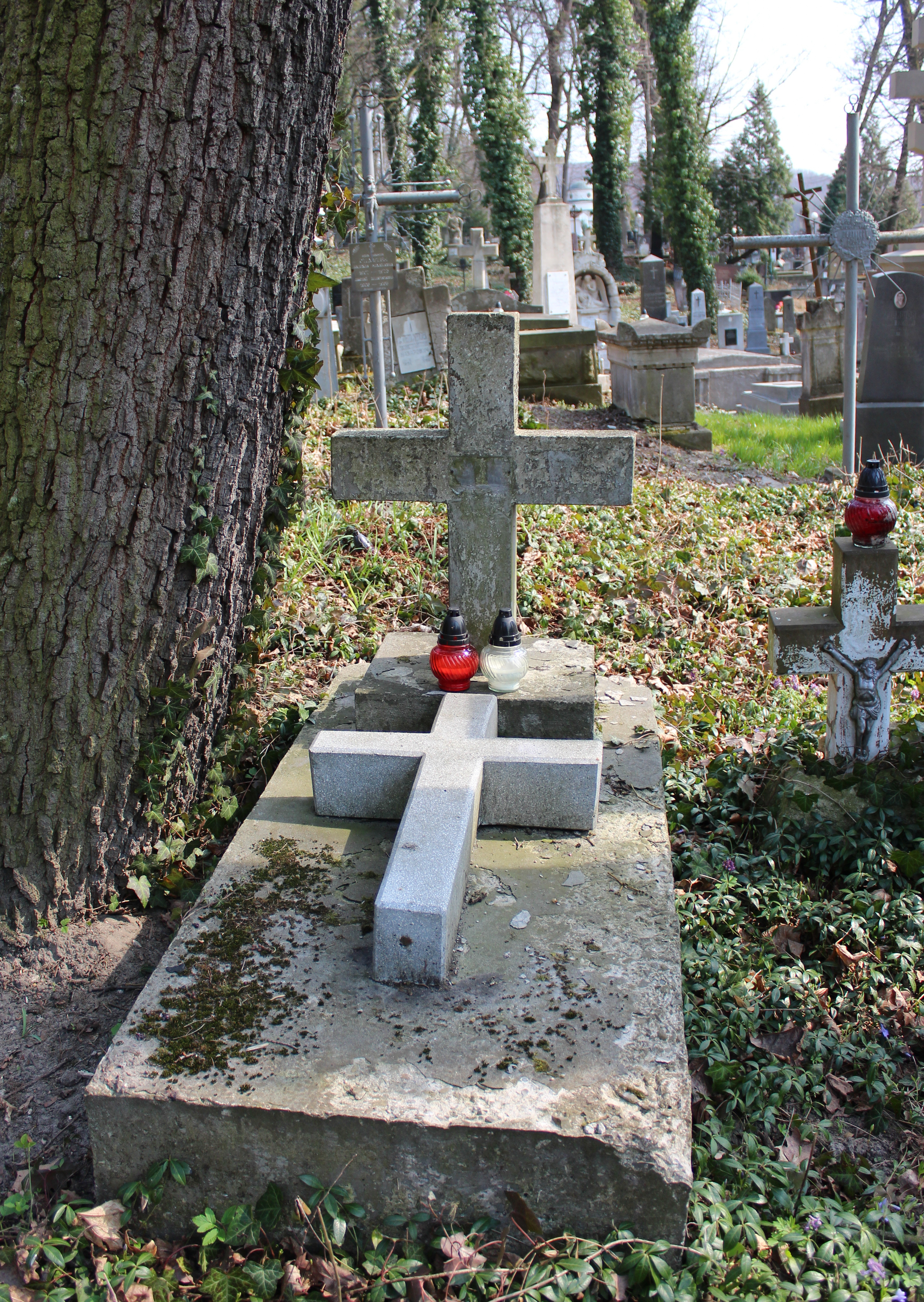
Nagrobek Rudolfa Mękickiego

## Życiorys
W rodzinnym mieście ukończył szkołę średnią oraz zdobył wykształcenie z zakresy plastyki i historii sztuki. Początkowo pracował jako nauczyciel rysunku w szkole. Czas I wojny światowej spędził w niewoli rosyjskiej, do której dostał się jak żołnierz austriacki. Walczył też w szeregach Wojska Polskiego. Po wyjściu do cywila całkowicie poświęcił się działalności muzealnej. Do końca życia pracował w Muzeum Narodowym, przekształconym potem w Muzeum Historyczne Miasta Lwowa. Od 1921 r. jako kustosz, a od 1940 r. jako dyrektor naukowy.
Był autorem pierwszego polskiego ekslibrisu numizmatycznego (z wyobrażeniami monet) zaprojektowanego i wykonanego we Lwowie w roku 1910. Jest uważany za prekursora polskiego ekslibrisu numizmatycznego. W swojej twórczości posługiwał się techniką rysunku reprodukowanego na płycie cynkowej. Był twórcą tradycyjnego ekslibrisu opartego na motywach heraldycznych oraz realistycznego rysunku z historyczną stylizacją. W 1929 został skarbnikiem Towarzystwa Szkoły Grafiki.
W okresie do 1939 był autorem m.in. okładek książek, wzorów akcji i obligacji, dyplomów, banknotów miejskich, odznak, monet, medali i afiszy. Był również cenionym autorem okolicznościowych dyplomów wręczanych takim postaciom życia politycznego jak Edward Rydz-Śmigły, Ignacy Mościcki oraz Józef Beck. W swojej działalności kolekcjonerskiej przysłużył się również jako ofiarodawca Biblioteki Miejskiej im. W.N. Smagłowskiego (1872–1939) w Stanisławowie, a przede wszystkim monet z mennicy lwowskiej darowanych Muzeum Narodowemu im. króla Jana III we Lwowie, którego był kustoszem od 1922 r. do swej śmierci. W swoim dorobku artystycznym pozostawił ponad 200 projektów ekslibrisów, z czego 118 projektów zostało zrealizowanych, w tym o tematyce numizmatycznej. Na Wydziale Ogólnym Politechniki Lwowskiej wykładał historię pisma i heraldykę.
Został pochowany na cmentarzu Łyczakowskim we Lwowie.
Jego żona Julia (1899–1987) była kolekcjonerem ekslibrisów i numizmatów, działaczką Towarzystw Numizmatycznych. Dzieło zapoczątkowane przez Rudolfa Mękickiego kontynuują jego dzieci: Stanisław (1924-2016, autor wielu ekslibrisów), córka Krystyna (1922-2010, członkini Oddziału PTN w Gliwicach), Juliusz (1921-2000, numizmatyk i kolekcjoner, prezes zarządu oddziału PTN w Gliwicach).
Grafiki Rudolfa Mękickiego prezentowała m.in. Warszawska Galeria Ekslibrisu ze zbiorów Lecha Kokocińskiego. 10 października 1997 Rudolf Mękicki został wybrany patronem sanockiego koła PTN. Podczas obchodów uroczystości 25-lecia Koła PTN w Sanoku 10 października 1997 w budynku Sanockiego Domu Kultury Krystyna i Juliusz Mękiccy dokonali odsłonięcia tablicy upamiętniającej Rudolfa Mękickiego.

## Publikacje
- Rudolf Mękicki, Mennica lwowska w latach 1656-1657, Bibl. Lwowska t. XXXI, Lwów 1932.
- Rudolf Mękicki, Muzeum Narodowe im. Króla Jana III we Lwowie. Przewodnik po zbiorach, Lwów 1936.
- Stanisław Bulkiewicz, Rudolf Mękicki 1887-1942. Patron sanockich numizmatyków, Sanok 1997, Polskie Towarzystwo Numizmatyczne Koło w Sanoku.
- Andrzej Ryszkiewicz, Ex-libris polski, Wydawnictwo Artystyczno - Graficzne RSW "Prasa", Warszawa 1959.
- Stanisław Nicieja, Cmentarz Łyczakowski we Lwowie.
- Znaki biblioteczne Rudolfa Mękickiego, Arkadja, Lwów 1925.